# Ban (Moyen Âge)
Pour les articles homonymes, voir Ban.
Au Moyen Âge, le ban (latin bannus ou bannum, allemand Bann) ou banalité est à l'origine le pouvoir de commander les hommes à la guerre, avant de désigner l'autorité générale d'ordonner et de punir. En tant que tel, il est à la base de la levée des armées et de l'exercice de la justice. Le mot est d'origine germanique et apparait pour la première fois dans des codes de lois du Ve siècle. Sous les Francs, il s'agit d'une prérogative royale et d'un pouvoir public mais elle peut être déléguée et, à partir du Xe siècle, elle est fréquemment usurpée par la petite noblesse. Le ban châtelain devient le pouvoir des seigneurs laïques de contraindre, commander et punir, avec une extension dans le domaine économique (les sujets peuvent être contraints d'utiliser, moyennant redevance, des moulins, presses, fours etc. communs mis à disposition par le seigneur) ; il finit par être assimilé aux droits seigneuriaux.
L'adjectif « banal » ou « bannal » (au pluriel : banaux) qualifie les choses relevant du ban. Son sens moderne de « banal » (au pluriel : banals) en est dérivé : ce qui est banal est commun, ordinaire.

## Dans le monde mérovingien et carolingien
Dans les mondes francs et alamans, les infractions aux ordres du roi donnent lieu à une amende publique (le fredus qui s'oppose au wergeld) perçu par les comtes qui prélèvent généralement un tiers de la somme et dont la perception est confiée à des collecteurs de ban.
Dès le VIe siècle, le terme est attesté sous la forme bannus ou baǹnum dans les capitulaires au sens restreint d'« amende infligée à cause d'un délit contre le pouvoir public» et désigne plus largement un édit du roi, un ordre qui repose sur « le droit de promulguer des règlements, de contraindre à leur observation et enfin de punir les contraventions». Dans le cadre militaire, il porte le nom de « hériban ». Il se trouve souvent accompagné de l'épithète dominicus ou  regius. Fredus et banus recouvrent bientôt une définition identique. Le respect de cette autorité judiciaire, de la volonté de roi qui incarne la loi, garantit sa protection sociale et juridique et maintient la paix publique. Celui qui refuse cette autorité se trouve extra sermonem regis, sous peine de missio in bannum et donc hors du ban et de la tutelle royale. Il est foris bannitio ou forbanitus. À son avènement, Charlemagne souhaite exercer son ban sur toute l'étendue de son royaume et fait définir avec soin son application. Au IXe siècle, il prend donc un sens équivalent au potestas du droit romain tardif.
Le ban est une institution politique et territoriale spécifiques des royaumes francs, qui a trait à la reconnaissance de droits de communautés chrétiennes organisées par une assemblée politique spécifique, représentative des hommes libres adhérents à ce groupe. Le roi, soucieux de la bonne évangélisation que lui garantit l'évêque et des troupes de moines, participe à sa fondation et apporte une base financière et territoriale généreuse, extraite du fisc, c'est-à-dire du vaste domaine royal. Le découpage territorial en grand ban apparaît au VIIe siècle aux confins de l'Austrasie et se développe rapidement à la fin des temps mérovingiens.
Les grands aristocrates, qu'ils soient à l'initiative des bans par leurs réseaux de clientèles, ou que par leurs fonctions comtales ou ducales ils supervisent ou encadrent ces entités semi-autonomes, extirpent un pouvoir éminemment renforcé, tant au point de vue spirituel que temporel. Les monastères, au pied desquels se développe une vie profane économique et au sein desquels est enterrée la famille du fondateur, sont devenus des lieux sacrés incontournables, chamboulant la hiérarchie immuable de la cité épiscopale et l'harmonie des diocèses du Bas-Empire. Les troubles ou les rivalités entre ces nouveaux princes quasi-autonomes et leurs bandes amenèrent un effondrement des structures du Bas-Empire et du premier regnum francorum, celui du monde mérovingien.

## Féodalité au sortir des temps carolingiens
La fragilisation de la puissance royale, à partir du IXe siècle, permet à la noblesse de rendre ses charges publiques héréditaires, de créer  de nouvelles « principautés » autonomes et donne naissance à de petites structures politiques. En raison de la « privatisation » du ban, le mot lui-même a acquis un nouveau sens élargi au début du XIe siècle. Il s'agissait d'une « autorité territoriale sans restriction » et de  l'ensemble des pouvoirs dont jouissait le seigneur châtelain sur les hommes de son district un pouvoir général de contrainte, dont les formes variaient selon les époques et les régions. Le mot bannum fut progressivement supplanté dans son sens premier de droit de commandement par les termes latins districtus et potestas dans le nord et mandamentum dans le sud de la France au XIIe siècle. Il ne restait plus au terme bannum que son sens nouvellement acquis de pouvoir de monopole économique. Le seigneur en quête de ressources invente l'économie politique et le monopole public pour ses besoins. La seigneurie banale, selon l'expression forgée par Georges Duby à la suite des travaux de Jacques Flach et André Déléage, en est l'expression.
Si on supprime tous les droits aux habitants, le ban désigne le pouvoir de commandement du seigneur guerrier et protecteur sur la terre et ses sujets manants qui sont inaliénables, taxables et corvéables ainsi que l'origine du terme feod le mentionne. Les lois de cartulaire se sont converties en véritables astreintes domaniales, qui englobent pèle-mêle les domaines privés aux terres autrefois publiques ou communes, et les esclaves des manses serviles, les colonies de dépendants et autres hommes aux statuts variés et contractuels de cultivateurs, d'éleveurs ou d'artisans de former une plèbe indistincte et dominée. Une foule de droits applicables en cas de sortie de l'espace domanial du ban s'édifie selon des modalités typiquement locales et fort variables suivant les grandes régions : droit de mainmorte, droit de formariage, marquage du statut de servage par les lignées (paternelles ou maternelles), stricte obligation de résidence ou seulement pour hériter.
La féodalité, là où elle s'est maintenue et codifiée, ne se réduit pas à l'oppression brute ou la remise en servage généralisée. En Occident, elle évolue et atteint, notamment sous sa forme aboutie franco-flamande, des raffinements financiers, bancaires et aussi intellectuels aux XIIe et XIIIe siècles. Elle consiste à instaurer ou restaurer un espace supérieur de nature financière et transactionnelle en monnaie en partie bancaire, des modes et savoirs caractéristiques d'exploitation. Émerge le monde d'entrepreneurs ou de fermiers qui deviennent libres de conduire leur exploitation comme il leur semble à condition d'assurer fermages, taxes et redevances. Le succès des plus ingénieux assure en rétroaction une monétarisation de l'économie plus complète et une dépendance économique de la troisième catégorie dominée, la foule dépendante des manouvriers ou saisonniers.

## Ban et féodalité dans le Saint Empire romain
Le droit haut médiéval de mettre en place le ban a conduit à une hiérarchie militaire selon la capacité à fournir des hommes pour une campagne. Dans le Saint Empire romain germanique, cet ordre de préséance, appelé « Heerschildordnung » (littéralement « ordre des boucliers de l'armée »), a été réinterprété dans les livres juridiques qui ont vu le jour au XIIIe siècle.
Dans la partie féodale du Miroir des Saxons, on lui a finalement donné le sens d'une structure de la société médiévale. La société de l'empire était divisée en sept niveaux militaires (les « Heerschilde » ). À la plus haute marche se trouvait le « premier bouclier » de l'armée, le roi (ou empereur) en tant que suzerain suprême. Les prince-évêques suivent sur la deuxième marche. Les princes du Saint-Empire portent le troisième « bouclier ». Au quatrième « bouclier » se trouvent les comtes du Saint-Empire et les seigneurs libres (barons du Saint-Empire). Les vassaux des comtes et des seigneurs libres (ministériels) ainsi que les échevins libres suivent sur le cinquième « bouclier ». Leurs vassaux ont fourni la force militaire de la sixième catégorie. Le Miroir des Saxons reste vague sur le septième « bouclier », à la fois en termes de composition et s'il représente réellement une réserve de personnel de l'armée. Les paysans et les citadins ne sont pas nommés.
Sur la base de cette classification, le Miroir des Saxons traite des droits et devoirs féodaux des « boucliers » militaires individuels. Les deuxième et troisième des « boucliers », c'est-à-dire les évêques et les princes, alignaient de loin les troupes de cavalerie les plus nombreuses. Souvent, certains d'entre eux montaient sur le champ de bataille avec plusieurs milliers de chevaliers chacun. Grâce à la dépendance du roi vis-à-vis de leur soutien militaire, les évêques et princes réussissent bientôt à étendre leurs droits à une quasi-souveraineté. C'est le point de départ de la fragmentation précoce du pouvoir politique dans l'empire.

## Évolution des bans
Convoquer son ban s'applique enfin au Moyen Âge à l'appel fait par le seigneur à ses vassaux pour les convoquer à la guerre. Du mot ban pris dans cette acception sont dérivés les mots bannière et seigneur banneret. Dans les appels faits pour service militaire, on distinguait le ban proprement dit, composé des vassaux immédiats, convoqués par le roi lui-même, et l'arrière-ban, composé des vassaux convoqués par leurs suzerains,.
Les lieux fondateurs des premiers bans n'ont parfois pas survécu aux démantèlements ou aux morcèlements orchestrés par les forces politiques. C'est paradoxalement le monde religieux, qui, inventant des filiations ou des liens hagiographiques avec l'évangélisateur proclamé, le plus souvent le restaurateur d'une bonne pastorale, ou amenant par une mauvaise historiographie à confondre l'organisation paroissiale du XIIIe siècle avec le ban politique et religieux du VIIe siècle, a repris le flambeau de la plus vieille institution.
Lors de la deuxième croisade, on put voir que Louis VII, « qui n’était pas un modèle de charisme et d’autorité », réussit « à réunir [...] l’ensemble de ses grands vassaux derrière sa bannière ». Cette convocation du ban marque une évolution, en effet l'armée féodale laisse peu à peu place à une armée royale.
La convocation pour le ban et l'arrière-ban pour raisons de guerre se poursuit dans le royaume de France jusqu'à la fin du règne du roi Louis XIV (roi de France et de Navarre de 1643 à 1715). On estime cependant que sur les 40 000 à 50 000 détenteurs de fiefs présents dans le royaume au début de l'époque moderne (XVIe siècle), seuls 2 000 à 3 000 d'entre eux se présentent en armes pour le service du souverain, les autres choisissant de s'exonérer de ce devoir par le paiement d'une taxe spéciale.